# Clypeolabus curtitarsis
Clypeolabus curtitarsis är en stekelart som beskrevs av Heinrich 1974. Clypeolabus curtitarsis ingår i släktet Clypeolabus och familjen brokparasitsteklar. Inga underarter finns listade i Catalogue of Life.